# Dominikanerinnenkonvent (Wien)

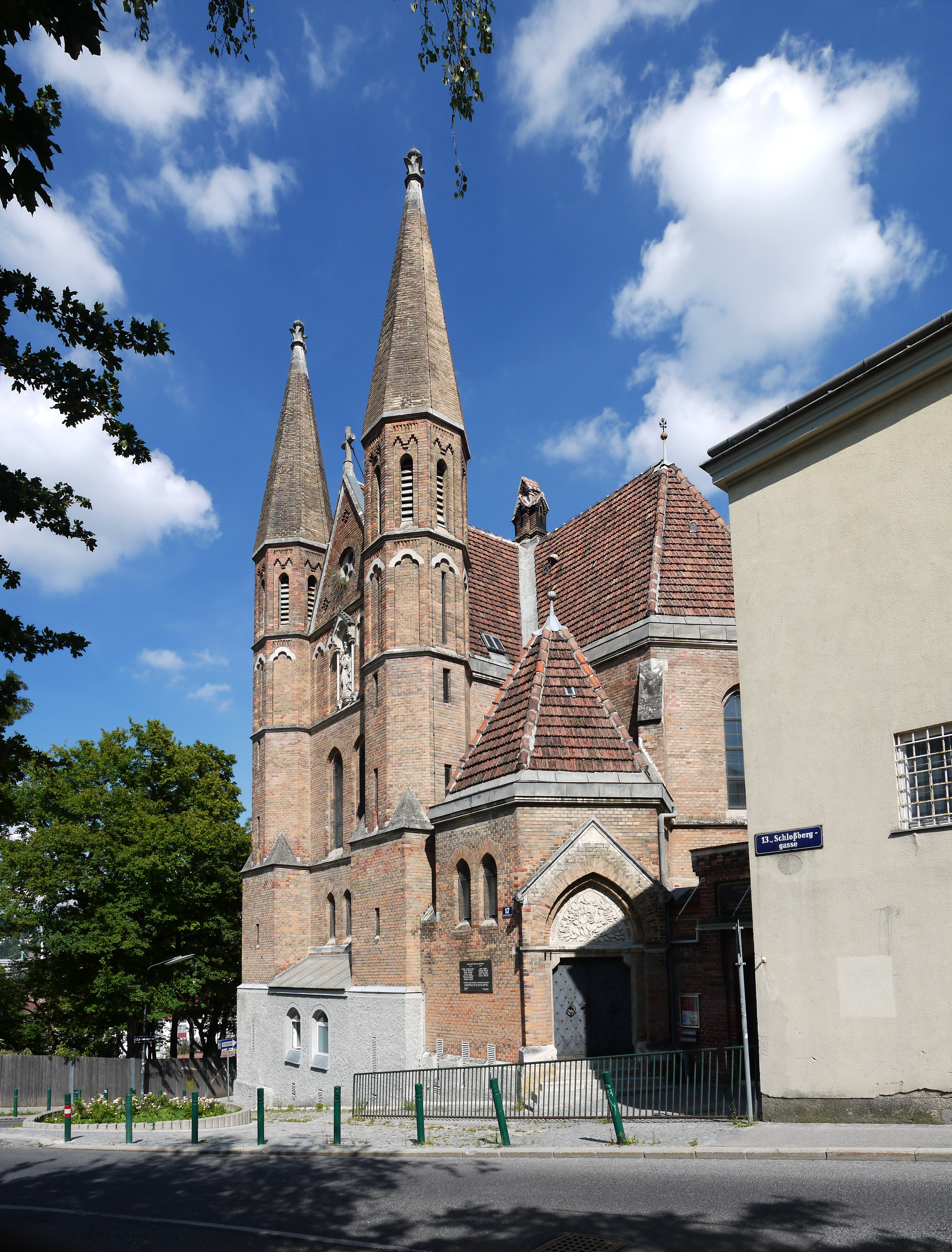
Kapelle in der Schlossberggasse

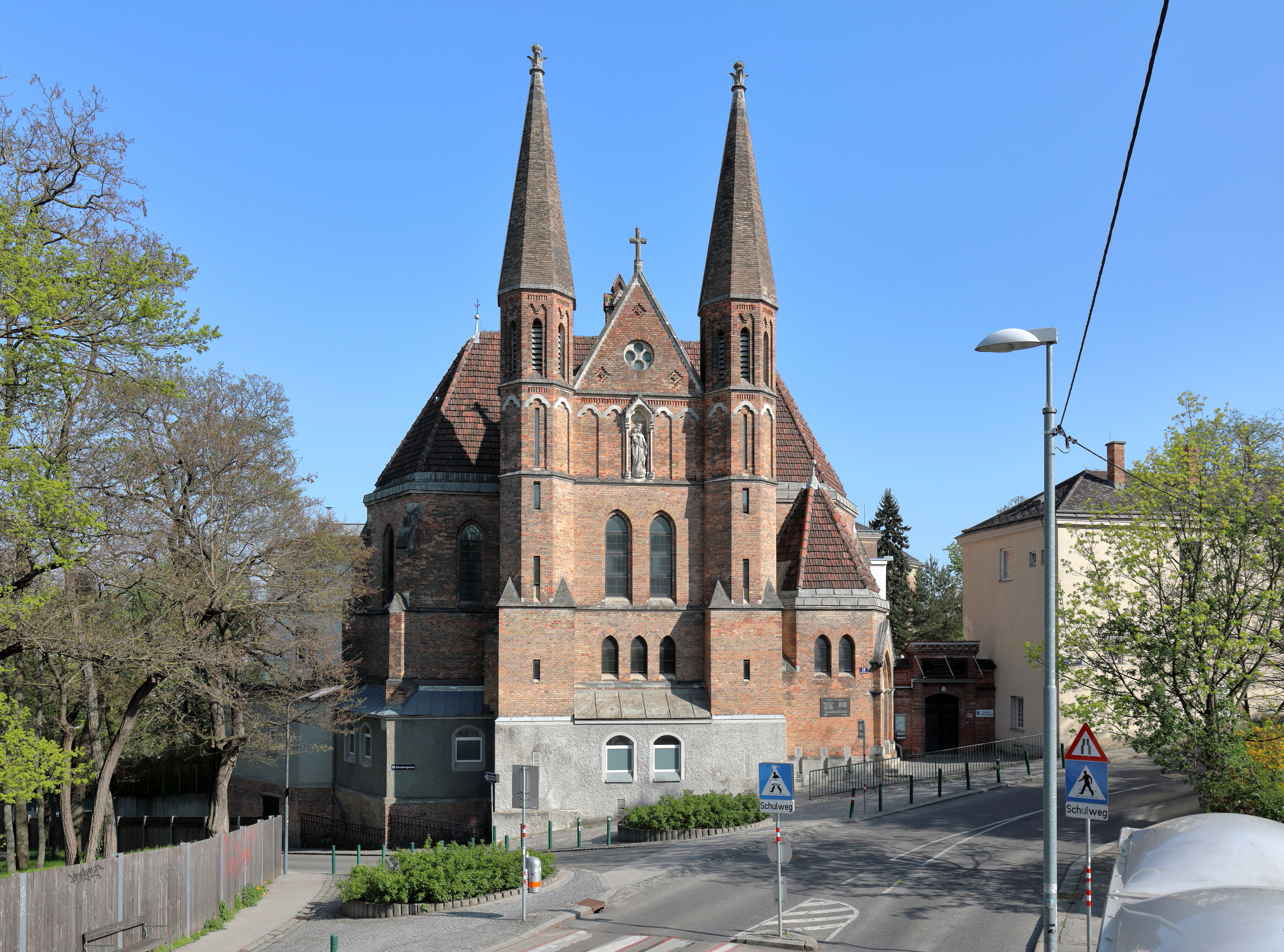
Doppelturmfassade der „Kapelle“

Der Dominikanerinnenkonvent ist ein römisch-katholisches Kloster im 13. Wiener Gemeindebezirk Hietzing in der Schlossberggasse 17. Das Kloster wurde im Jahre 1870 von Fürstin Friederike von Auersperg (1820–1902) gegründet.

## Kapelle Maria, Königin des hl. Rosenkranzes
Die neugotische Kapelle wurde nach den Plänen von Richard Jordan in den Jahren 1885 bis 1886 vom Baumeister Josef Schmalzhofer gebaut. Der Sichtziegelbau mit starker Doppelturmfassade und mächtigem Dreiecksgiebel zur Schlossberggasse erinnert mehr an eine Kirche als an eine Kapelle, zumal der Gebäudekomplex eine weitere Schulkapelle beinhaltet, die jedoch nicht von Türmen flankiert ist. Die Innenausgestaltung aus dem Jahre 1960 ist von dem Architekten Georg Lippert. An der Altarwand befindet sich eine große Holzskulptur mit Übergabe des Rosenkranzes an den hl. Dominikus von Josef Lang.

## Konvent, Schule, Internat
Das Schulgebäude wurde als dreigeschoßiger Sichtziegelbau mit mittlerem Giebelaufsatz in der Seuttergasse in den Jahren 1896 bis 1904 errichtet. Dieses Gebäude wurde in den Jahren 1964 bis 1966 nach den Plänen des Architekten Gustav Peichl um ein Internat erweitert. Das Internat wurde jedoch mittlerweile aufgelöst, die Räumlichkeiten dienen den Schulen und dem Hort der Dominikanerinnen. Der ursprüngliche Bau ist durch Zubauten erweitert worden.